# 가나가와현 제5구
가나가와현 제5구(일본어: 神奈川県第5区)는 일본의 중의원 선거구이다. 1994년 일본 공직선거법 개정으로 신설되었다.

## 지역
- 요코하마시 (도쓰카구, 이즈미구, 세야구)

사가미 철도선·사가미 철도 이즈미노 선·도카이도 선(요코스카 선), 요코하마 시영 지하철 등이 지나 요코하마 중심부와 도쿄 시내에 다니기 위한 베드 타운이다.